# Murray Foreland
Murray Foreland är en platå i Antarktis. Den ligger i Västantarktis. Inget land gör anspråk på området.